# Тарда
Тарда (пол. Tarda, нім. Tharden) — село в Польщі, у гміні Міломлин Острудського повіту Вармінсько-Мазурського воєводства.
Населення — 123 особи (2011).

## Демографія
Демографічна структура станом на 31 березня 2011 року:
|          | Загалом | Допрацездатний вік | Працездатний вік | Постпрацездатний вік |
| -------- | ------- | ------------------ | ---------------- | -------------------- |
| Чоловіки | 55      | 6                  | 39               | 10                   |
| Жінки    | 68      | 11                 | 38               | 19                   |
| Разом    | 123     | 17                 | 77               | 29                   |